# Canal EDF
Der Kanal Électricité de France (offizielle Bezeichnung: Canal de l’EDF oder Canal usinier de la Durance), kurz Canal EDF, ist ein französischer Kanal, der in der Region Provence-Alpes-Côte d’Azur verläuft und Wasser der Durance nach Süden umleitet.
Er ist etwa 250 km lang, beginnt bei Espinasses unterhalb des Stausees Lac de Serre-Ponçon und mündet bei Saint-Chamas in den Étang de Berre. Er dient der Elektrizitätsproduktion (mehrere Staudämme und Wasserkraftwerke an seinem Verlauf), der Bewässerung, sowie der industriellen und der Trinkwasser-Versorgung. Betrieben wird er von der Sparte Hydro Méditerranée der Électricité de France (EDF).
Das Mittelstück, der Canal d’Oraison, wurde bereits 1959 bis 1962 erbaut.